# Aiboa (métro de Bilbao)
Aiboa est une station de la ligne 1 du métro de Bilbao. Elle est située dans le quartier d'Aiboa, sur le territoire de la commune de Getxo, dans le Grand Bilbao, province de Biscaye de la communauté autonome du Pays Basque, en Espagne.

## Situation sur le réseau
Établie en surface, la station Aiboa est située sur la ligne 1 du métro de Bilbao, entre la station Algorta, en direction du terminus nord-ouest Plentzia, et la station Neguri, en direction du terminus sud Etxebarri. Elle se trouve en zone tarifaire 2.

Plan du métro.

## Histoire
La station Aiboa est mise en service le 11 novembre 1995 lors de l'ouverture à l'exploitation de la première section de la ligne 1 du métro de Bilbao.

## Services aux voyageurs

### Accueil et accès
Elle dispose de deux accès situés sur les rues Txakursolo et Zarrenebarri.

### Desserte
Aiboa est desservie par des rames de la ligne 1. 

### Intermodalité
La station est en correspondance avec les lignes A2162, A3411 et A3451 du réseau Bizkaibus.